# Лаваницоцветни
Лаваницоцветните (Alismatales) са разред покритосеменни растения от клас Едносемеделни (Liliopsida). Включва около 2500 вида, главно водни тревисти растения, разпространени в целия свят.

## Семейства
В системата APG II от 2003 г. разредът включва следните семейства:
- Alismataceae – Лаваницови
- Aponogetonaceae
- Araceae – Змиярникови
- Butomaceae – Водолюбови
- Cymodoceaceae
- Hydrocharitaceae – Водянкови
- Juncaginaceae – Дзуковидни
- Limnocharitaceae
- Posidoniaceae
- Potamogetonaceae – Ръждавецови
- Ruppiaceae
- Scheuchzeriaceae
- Tofieldiaceae
- Zosteraceae